# Médan
Médan je zahodno predmestje Pariza in občina v departmaju Yvelines osrednje francoske regije Île-de-France. Leta 1999 je naselje imelo 1.393 prebivalcev.

## Geografija
Kraj leži v osrednji Franciji na levem bregu reke Sene, 16 km severozahodno od Saint-Germain-en-Laye.

## Zanimivosti
- cerkev Saint-Germain-de-Paris, Saint-Clair, zgrajena 1635 za potrebe Médanske gospode,
- grad Château de Médan iz 15. stoletja, povečan v 19. stoletju, francoski zgodovinski spomenik,
- hiša Émila Zolaja.